# TRIP×TRICK
〈TRIP×TRICK〉는 2014년 9월 24일에 빙에서 발매된 VALSHE의 8번째 싱글이다.

## 해설
초회한정반에서만 타이틀곡의 프로모션 비디오를 수록한 DVD, VALSHE에 의한 낭독 CD, 시청용 ID가 있는 VALSHE 새로 쓴 노벨＋하쿠세키에 의한 삽화를 부속. 2번째 미니음반 《storyteller II: the Age Limits》와 동시 발매.
TBS 《COUNT DOWN TV》 9월 엔딩 테마.

## 수록곡
CD
1. TRIP×TRICK (4:46)
작사: VALSHE, 작곡: 미나토, 편곡: G'n-
2. my name is… (4:20)
작사·작곡: 미나토, 편곡: 마루야마 마유코
3. TRIP×TRICK (Instrumental) (4:46) (통상반만)
4. my name is… (Instrumental) (4:20) (통상반만)

DVD(초회반만)
1. TRIP×TRICK (뮤직비디오)
2. TRIP×TRICK (메이킹)